# 豊岡真澄
豊岡 真澄（とよおか ますみ、1983年1月25日 - ）は、埼玉県志木市出身の元ホリプロ所属のタレント・アイドル。現在、南阿蘇鉄道「南鉄応援団」広報大使。
2007年に結婚しタレントを引退したが、2019年現在も、鉄道文化人・鉄道趣味人、ブロガーとして活動しており、イベント出演も行っている。ホリプロ在籍当時は、若いアイドルには稀な、鉄道に関しての見識の深さで注目された。結婚後も旧姓名で活動し、現姓は非公表。

## 来歴・人物

### 芸能界入り
1999年に雑誌のオーディションに合格し、ホリプロが身長150cm以下の女の子3人（瀧上夕佳・小林美香）で結成したアイドルユニット・P-chicksの一員として芸能界入り。
P-chicks解散後はソロ活動を始め、バラエティ番組、ドラマ、映画などで活動した。映画への造詣も深く、雑誌に評論を寄稿していた。

### 鉄道ファンとして
本人は芸能界に入るまで鉄道に関しては全く関心が無かった。
大の鉄道ファンであり『タモリ倶楽部』（テレビ朝日系）へ出演歴があったマネージャー・南田裕介が、豊岡に芸能活動に関する事を殆ど教えず、鉄道知識だけを叩き込んだ。
女性鉄道ファンという希有な存在のお陰で、鉄道ネタのTBSドラマ『特急田中3号』に出演し、BSジャパンの鉄道模型番組ではコーナーレポートを務めた。
雑誌「アップトゥボーイ」で、南田監修による「美少女鉄道 featuring豊岡真澄」が連載された。
『ナイナイサイズ』（日本テレビ系）に出演。鉄道歴は「2005年（平成17年）4月から」と公言。
漫画『鉄子の旅』第34 - 35旅に、南田と共に「道連れゲスト」として登場した。
『マンガノゲンバ』に出演。好きな漫画を紹介する際、自身が出演した「鉄子- 」を推したので、司会の天野ひろゆきから我田引水と突っ込まれた。
2007年7 - 9月開催の大鉄道博覧のイベント「鉄子の旅presents スーパーベルズライブ」に出演。ライブ中のアトラクション「軌道刑事ツクバン」にて「二代目スケバンデハ」として登場し、セーラー服姿を披露した。
2007年12月、『タモリ倶楽部』の「タモリ電車クラブ」初の女性会員（メタリックピンク会員）となった。

### 結婚・芸能界引退〜鉄道文化人・ママ鉄として
芸能界から引退後も、鉄道関連のイベントやには鉄道文化人・ママ鉄の立場で出演している。
2007年11月3日、東京都内の会社員と結婚。
2008年2月25日、京浜急行電鉄品川駅での110周年記念イベントにて妊娠5ヶ月目であることを明らかにし、同年3月31日に芸能生活から引退した。ホリプロ所属時最後の鉄道イベント出演は、前日3月30日に東京カルチャーカルチャーで行われたSUPER BELL"Zの『鉄道ナイト』となり、テレビでは2008年4月25日放送の「南田裕介出版記念 手書きポップで二刷を目指せ!!」が、『タモリ倶楽部』への事実上の最終出演となった。
2008年6月27日朝、妊娠36週目で破水したものの3000g以上ある男児（長男）を自然分娩で出産。
2010年3月2日朝、本人ブログにて二人目を妊娠中であることを公表し、8月23日に女児（長女）を無事出産した。
2010年から、シンガーソングライターのオオゼキタク、フォトライターの栗原景と共にPodcastユニット「恋する！たび鉄部」を結成、部長として活動している。「恋する！たび鉄部」はPodcastからYoutubeを経て、2020年現在はRadiotalkで配信を行っているほか、定期的にイベントを開催している。
2018年5月、サンデーGXに連載中だった鉄子の旅3代目に、ゲスト旅人として登場、親子で箱根を旅した。鉄子の旅シリーズへの出演は10年ぶり。
2019年12月現在、クラブサーモスやHanakoママWebでコラムを連載しているほか、様々な雑誌などの媒体に登場している。

### 人物
- 身長147cm、血液型はB型。
- 特技はピアノ、バドミントン。
- 鉄道以外の趣味は、映画鑑賞、読書、歴史。巨人ファンで、公式サイトに「趣味・プロ野球（ジャイアンツ）」と記載。『鉄子の旅』作中では、鉄道以前から好きだった物として「お城めぐりとガンプラ」を挙げている。
- 同じ所属事務所だった水崎綾女、番組で共演歴のある浅香友紀、りりあんとは仲がよく、本人のブログによく登場する。この他にも湯原麻利絵とも仲が良かった。
- 鉄道ファンの部類としては「車両鉄」「撮り鉄」に当たる。
- 理想の男性を鉄道車両に例えるとEF64だという。
- 好きな車両は、東京メトロ10000系電車とテレビ雑誌で公言。
- 好きな私鉄は、東京メトロと近鉄。「メトロは車両が好きで、特に有楽町線の10000系なんかが。（ゲームでは）まず最初に東京メトロやりました」と答えた[11]。
- 南田曰く、豊岡を鉄道車両に例えると「タンゴディスカバリー[12]」（KTR（北近畿タンゴ鉄道））で、理由は「コンパクトなところが似ている」からだという。

## 出演

### 情報・バラエティ番組
- 朝は楽しく!スマイルサプリメント（テレビ東京）
- 志村けんのバカ殿様（フジテレビ系）
- 虎乃門（テレビ朝日、2001年4月 - 2002年9月20日） - 「こちトラ自腹じゃ!」コーナーアシスタント
- 内村プロデュース（テレビ朝日、2002年） - ゲスト出演
- U-15.F スキにさせて!（テレビ東京系、2003年4月6日 - 9月28日）
- 広島SeeSaw（広島ホームテレビ、2004年4月7日 - 10月27日）
- タモリ倶楽部（テレビ朝日系） - 不定期出演。最終出演は2008年4月25日放送分。マネージャー・南田とセット出演。
- マンガノゲンバ（NHK-BS2、2007年4月4日 - ） - アシスタント。メイド服を着てのカフェ形式コーナーでは進行・MC役も担当。
- 鉄道模型ちゃんねる（BSジャパン、2007年4月6日 - ）
- ナイナイサイズ（日本テレビ系、2007年6月9日） - VTRゲスト
- すくいず!「世界一キモいクイズ」（テレビ朝日、2007年8月29日） - 鉄道オタクとして解答者出演
- 私的チャイナビ（TBS、2007年9月）
- カルチャーSHOwQ〜21世紀テレビ検定〜（tvk他、2007年9月10日） - 「特急」の回にてゲスト出演
- 拝啓!!鉄道人第一シリーズ#1 - 12（テレ朝チャンネル、2007年10月14日 - 2008年3月30日） - 南田と2人で司会担当。
- 科学大好き土よう塾（NHK教育、2007年12月1日） - 「新幹線」の先生として。
- まる得マガジン 暮らしにすぐに役立つ ひもとロープの結び方（NHK教育、2011年6月6日 - 2011年6月23日） - ナビゲーターとして。

### テレビドラマ
- 特急田中3号（TBS系、2007年4月13日 - 6月22日） - いずみ役

### テレビアニメ
- 鉄子の旅（2007年6月24日 - 9月23日、ファミリー劇場） - きなこ役。エンディング「鉄分サプリ」コーナーで案内人としても登場。

### ラジオ
- くにまるワイド ごぜんさま〜（文化放送、毎週金曜 午前10時台）
- 泉谷しげるのミュージックバトル!（2004年1月 - 2005年3月、文化放送）
- おしゃべりやってまーす（2003年 - 2008年、K'z Station）
- 鉄旅・音旅 出発進行！～音で楽しむ鉄道旅～（2019年10月19日 - 、NHKラジオ第一）不定期出演

### ウェブ
- 愛のカタチ（GyaO）
- 鉄旅!! 〜博多華丸・大吉VS鉄ちゃんアイドルミラクル鉄道ツアー〜（GyaO）

### DVD
- JNR to JR/30th ANNIVERSARY （国鉄民営化30周年記念の鉄道賛歌アルバム＜CD+DVD＞で、絵本『でんしゃがはしる』＜山本忠敬 作＞の朗読）（2017年3月29日発売）

### 雑誌・漫画
- 鉄道ファン（2008年5月号、小田急電鉄60000形MSE試乗記） -  ゲスト
- 鉄子の旅3代目（霧丘晶 サンデーGX  2018年6月号）-  ゲスト